# Silvia Bortoli
Silvia Bortoli (Venezia, 1946) è una traduttrice e scrittrice italiana.

## Biografia
Talvolta citata come Silvia Bortoli Cappelletto, traduce dalla lingua tedesca. 
Nel 1976 ha vinto il VII Premio "Leone Traverso", sezione opera prima del Premio Monselice per la sua traduzione di Lettere alla moglie di Alban Berg.
Ha lavorato per le principali case editrici italiane (specialmente per Arnoldo Mondadori Editore ed Einaudi), ed è stata insegnante di traduzione letteraria presso varie università, tra cui l'Università di Trieste. 
Come autrice ha pubblicato la raccolta di poesie Tutti i fiumi;  i romanzi L'inesperienza, Quattro giorni a marzo e Mentre il poeta si allontana, piange;   la raccolta di racconti Percezioni variabili;   la raccolta di prose Come sono finita dove sono finita; suoi testi sono usciti sulle riviste Per la critica, Il Verri, Anterem, HOW2, Nae, In forma di parole. 
Per la traduzione dei Romanzi di Theodor Fontane (Meridiani Mondadori) ha vinto il XXXIV Premio Monselice (2004); per la traduzione del romanzo I Buddenbrook di Th. Mann,  (Meridiani Mondadori) ha vinto il Premio Gregor von Rezzori (2008).

## Opere

### Poesia
- Tutti i fiumi, Verona, Anterem 2000

### Prosa
- L'inesperienza, Lecce, Manni, 2003
- Quattro giorni a marzo, Napoli, D'if, 2003
- Percezioni variabili, Lecce, Manni, 2005
- Come sono finita dove sono finita, Venezia, Cicero, 2011
- Mentre il poeta si allontana, piange, Angri, Zibaldoni e altre meraviglie, 2014 (e-book)

### Traduzioni
- Alban Berg, Lettere alla moglie, Milano, Feltrinelli, 1976, Premio "Leone Traverso" Opera Prima, nell'ambito del Premio Monselice di traduzione;
- Friedrich Nietzsche, Al di là del bene e del male, Newton Compton, 1977
- Friedrich Nietzsche, Ecce Homo, Newton Compton, 1978
- AA.VV., Cultura e cinema nella Repubblica di Weimar, Venezia, Marsilio, 1978
- Hugo von Hofmannsthal, La torre, Milano, Adelphi, 1978
- Hans Joachim Schädlich, Tentativi di avvicinamento, Torino, Einaudi, 1980
- Heinrich Böll, Assedio preventivo, Torino, Einaudi, 1980
- Heinrich Böll, Il legato, Torino, Einaudi, 1982
- Heinrich Böll, Che cosa faremo di questo ragazzo?, Torino, Einaudi, 1984
- Heinrich Böll, La ferita e altri racconti, Torino, Einaudi, 1985
- Heinrich Böll, Donne con paesaggio fluviale, Torino, Einaudi, 1987
- Michael Krüger, Perché Pechino?, Torino, Einaudi, 1987
- Heinrich von Kleist, La marchesa di O...; Michael Kohlhaas, Feltrinelli, 1992 (anche curatela)
- Adolf Loos, Das Andere e altri scritti, in Massimo Cacciari, Adolf Loos e il suo Angelo, Milano, Electa, 1992
- Eveline Hasler, La donna dalle ali di cera, Milano, Longanesi, 1997
- Robert Schneider, Maudi che camminava sull'aria, Torino, Einaudi, 1998
- Vittorio Hösle, Aristotele e il dinosauro: la filosofia spiegata a una ragazzina, Torino, Einaudi, 1999
- Hans-Ulrich Treichel, Il fratello perduto, Torino, Einaudi, 2000
- Theodor Fontane, Romanzi (L'adultera; Grete Minde; Ellernklipp; Schach von Wuthenow; Sotto il pero; Cécile; Smarrimenti, disordini; Stine; Senza ritorno; Mathilde Möhring; Frau Jenny Treibel; Effi Briest; I Poggenpuhl; Lo Stechlin; La mia infanzia), Milano, Arnoldo Mondadori Editore, 2003
- Ingeborg Bachmann, Non conosco mondo migliore, Parma, Guanda, 2004
- Heinrich Böll, Croce senza amore, Milano, Arnoldo Mondadori Editore, 2004
- Hans-Ulrich Treichel, La torre del maestro, Torino, Einaudi, 2005
- Hans-Georg Behr, Quasi un'infanzia, Torino, Einaudi, 2006
- Thomas Mann, I Buddenbrook, Milano, Arnoldo Mondadori Editore, 2007
- Walter Benjamin, Opere Complete I. Scritti 1906-1922, Torino, Einaudi, 2008 (con altri, curatela di Enrico Ganni)
- Marcel Beyer, Forme originarie della paura, Torino, Einaudi, 2011